# 角田忠信
角田忠信（つのだ ただのぶ、1926年10月8日 - ）は、日本の医学者、東京医科歯科大学名誉教授。『日本人の脳』は日本人の特殊性を説明する日本人論の一つとしてマスコミに多く取り上げられたが、批判もある。

## 人物・来歴
1926年、東京府（現中野区）生まれ。府立六中卒（現新宿高校）、1949年、東京医科歯科大学卒（耳鼻咽喉科）。1951年に同大学助手、1957年に講師、同年に「鐙骨固着度の検出法」で東京医科歯科大学にて医学博士。1958 - 70年に国立聴力言語障害センター職能課長。1978年に東京医科歯科大学難治疾患研究所教授、『日本人の脳』を出版。1986年に『脳の発見 - 脳の中の小宇宙』で新潮社の日本文学大賞（学芸部門）受賞。1992年に東京医科歯科大学名誉教授。2016年に秋の叙勲で瑞宝小綬章受章。

## 論争
1978年に『日本人の脳』が出版されると30万部を超えるベストセラーになり、「日本人には虫の声が聞こえ、外国人には雑音として聞こえる」という説が広く知れ渡った。角田は、「自然音への特異な感受性を持つ日本人は、情緒的で繊細なため、非論理性や感性が必要とされる創造的な活動で世界の文化に貢献できる」とする。しかし脳の専門家たちからは批判され、欧米諸国からも日本人優越論を主張する愛国主義者だとして猛反発があった。

## ツノダテスト
角田は、日本語母語話者は虫の音や川のせせらぎなど自然音を、言語を処理する左脳で聞き、非日本語母語話者は雑音を処理する右脳で聞くとする。
左右の脳の機能差の測定は、国際的な手法ではなく、独自の実験手法「ツノダテスト（角田法）」で行う。ツノダテストでは、被験者に指先で一定のリズムを刻んでもらい、左右の耳それぞれに同期音と妨害音を聴かせ、どちらの耳が妨害音を無視して正確にリズムを刻めるかを比較する。この方法で、右脳と左脳の機能差を測定できるとする根拠は無いが、日本語母語話者は「言語音、自然の音、邦楽楽器など」は左脳が優位になり、「機械音、ホワイトノイズ、西洋楽器など」は右脳が優位になったとする。

### 厳密な必要条件
このツノダテストを行うには厳密な必要条件があり、被験者の側にかなりの熟練が必要とされる。条件を満たさないと優位性は容易く逆転するため、他の研究者が追試をしても再現性はない。
- 最も重要なのは、両足裏を床に接地させて地殻から地磁気等の影響を脳機能に受けとることであり、もし足裏が床から離れると、音を左右に振り分ける脳幹スイッチ機能は正常に機能しなくなる[8][18]。
- また、実験前は情感刺激や外国語の刺激（短時間でも聴く、話す、読む、書いたあとに長く復唱すること）を避けることが必要とされる[3][19]。角田は、「英語に支配されてしまった現状では、健常な被験者を選ぶのに慎重でなければならない」とする[8]。
- その他にも、会話音を聴く、数を唱える、連続で加算する、香水やアルコールや煙草の臭いをかぐ、睡眠剤や鎮痛剤を飲む、息をこらえる、頸動脈球を圧迫する、射精をする、頭を温める、などを行うと非言語脳の優位性は右脳から左脳に逆転する[8][3]。右手と右足は同時に強調させて打鍵するなんば式で行い、手を交差すると優位性は左右で逆転する[8]。また、ツノダテストの研究中に地殻ストレスの歪みが強くなると優位性が逆転する現象が起きた[8][20]。

## 小宇宙、地震予知
ツノダテストでは、40・60ヘルツと、40・60の倍数ヘルツで優位性が逆転し、この逆転は満月と新月でも起こる。また満55歳の人は55ヘルツの音に特別の反応をし、それは誕生日で正確に切り替わる。そのことにより、角田は脳幹スイッチ機能が太陽系の運行（地球の公転、自転、月齢など）と正確に同期して動くことを見出した。さらに地球の自転と同期する日輪系と十八日周期で被験者が一斉に1ヘルツずつ繰り上がる十八日系を見出しているため、人の脳の中心には宇宙の運行と正確に同期する小宇宙が存在することが明白になったとする。
また、人の脳幹スイッチ機能は地殻の歪みに対して敏感に反応する人脳センサーして働き、足下の地殻のストレス強度に応じてセンサーにゆがみが生じるため、地殻の異常である地震を予知できるとする。そのため、人脳センサーで日本中を走査することで、日本全体の地殻ストレスの強度分布を描くことが可能であるとする。

## 著書
- 『日本人の脳 脳の働きと東西の文化』大修館書店 1978
- 『右脳と左脳 その機能と文化の異質性』小学館創造選書 1981
- 『続・日本人の脳』大修館書店 1985
- 『脳の発見 脳の中の小宇宙』大修館書店 1985
- 『脳センサー 地震の可能性をさぐる』丸善 1987
- 『右脳と左脳 脳センサーでさぐる意識下の世界』小学館ライブラリー 1992
- 『日本語人の脳 理性・感性・情動、時間と大地の科学』言叢社 2016

### 共著
- 『ライフサイエンスにおける言語・意識・生活』田中靖政共著 共立出版 1986

## 論文
- 角田忠信,「鐙骨固着度の検出法」 東京医科歯科大学 博士論文, [報告番号不明] 1957年, NAID 500000506997
  - 角田忠信, 「鐙骨固着度の検出法」『日本耳鼻咽喉科学会会報』 59巻 11号 1956年 p.1939-1950, 日本耳鼻咽喉科学会, doi:10.3950/jibiinkoka.59.1939
- 恩地豊, 角田忠信, 肥留川恒一郎, 山下公一, 田代通, 「耳の周波数分析機能の研究」『日本耳鼻咽喉科学会会報』 62巻 10号 1959年 p.2157-2170, doi:10.3950/jibiinkoka.62.2157
- 角田忠信, 森山晴之, 「DAF, RAFオージオメトリーとその臨床的応用」『AUDIOLOGY』 8巻 2号 1965年 p.41-50, doi:10.4295/audiology1958.8.41
- 角田忠信, 「皮質性言語障害例に対する聴覚的アプローチ」『耳鼻咽喉科臨床』 61巻 9special号 1968年 p.1296-1316, doi:10.5631/jibirin.61.9special_1296
- 角田忠信, 「複合音の認知メカニズムにおける一知見」『耳鼻と臨床』 26巻 4号 1980年 p.677-686, doi:10.11334/jibi1954.26.4_677
- 菊池吉晃, 角田忠信, 「聴性誘発反応の左右差と角田法との比較研究」『AUDIOLOGY JAPAN』 28巻 5号 1985年 p.725-738, doi:10.4295/audiology.28.725
- 菊池吉晃, 角田忠信, 内藤誠一, 「自然音に対する聴性誘発脳磁場とSVRの起源」『AUDIOLOGY JAPAN』 30巻 2号 1987年 p.87-96, doi:10.4295/audiology.30.87